# الحياة البرية في الشيشان

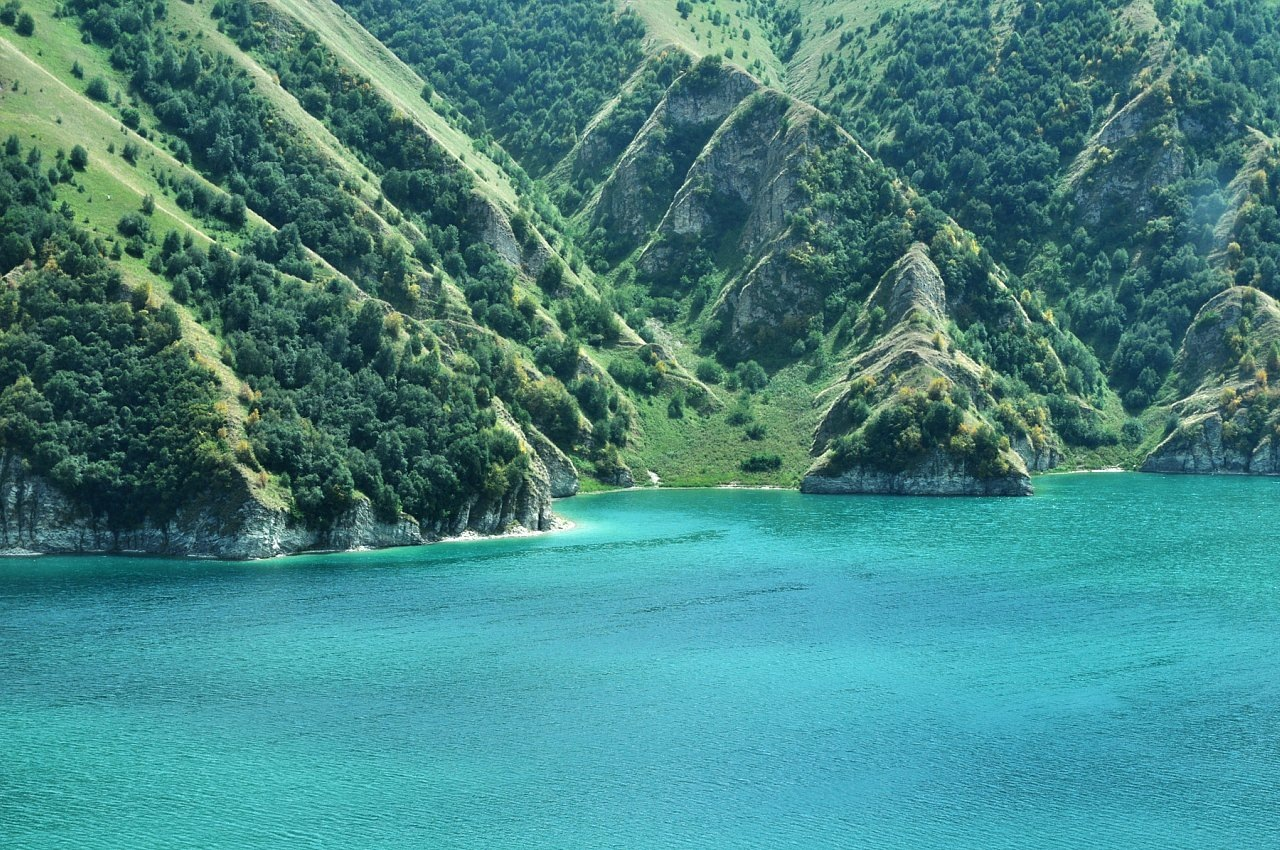
بحيرة كيزينويام

تشملُ الحياة البريّة في الشيشان مجموعةً من النباتات والحيوانات التي تعيشُ في المنطقة بكلّ ظروفها الطبوغرافية والمناخية المتنوعة وخاصَّةً في جبال القوقاز الكبرى من الجنوب ونهر تريك وصنزا في الغرب والشرق وسهول نوغاي المُتجدِّدة السهوب في الشمال، بالإضافةِ إلى بحيرة كيزينويام بالقربِ من الحدود مع داغستان والتي تنمو فيها العوالق وكذا سمك «سالمو إيزينامي» وهو نوعٌ نادرٌ من سمك السلمون المُرقَّط المهددة بالانقراض.
حوالي عشرين في المئة من مساحة الشيشان مُغطَّاةٌ بغابات الزان والبلوط وغيرها؛ وقد لُوحظ تواجدٌ كثيفٌ في الشمال للنباتات الصحراوية وشبه الصحراوية بما في ذلك فُرُقُ المِرْجَة والسمك المالح وعشب الريش. تمَّ تسجيل وجودِ البلوط والفواكه البرية وشجيرات التوت والأعشاب الطبية والفطر على الضفة اليسرى لنهر تيريك، كما لوحظَ وجود غابات متساقطة على ارتفاعات من 1,800 متر (5,900 قدم) إلى 2,000 متر (6,600 قدم)؛ في حين لوحظ وجود مروج في المرتفعات تحتوي على حوالي 50 نوعًا من الثدييات و 150 نوعًا من الطيور.

## الجغرافية

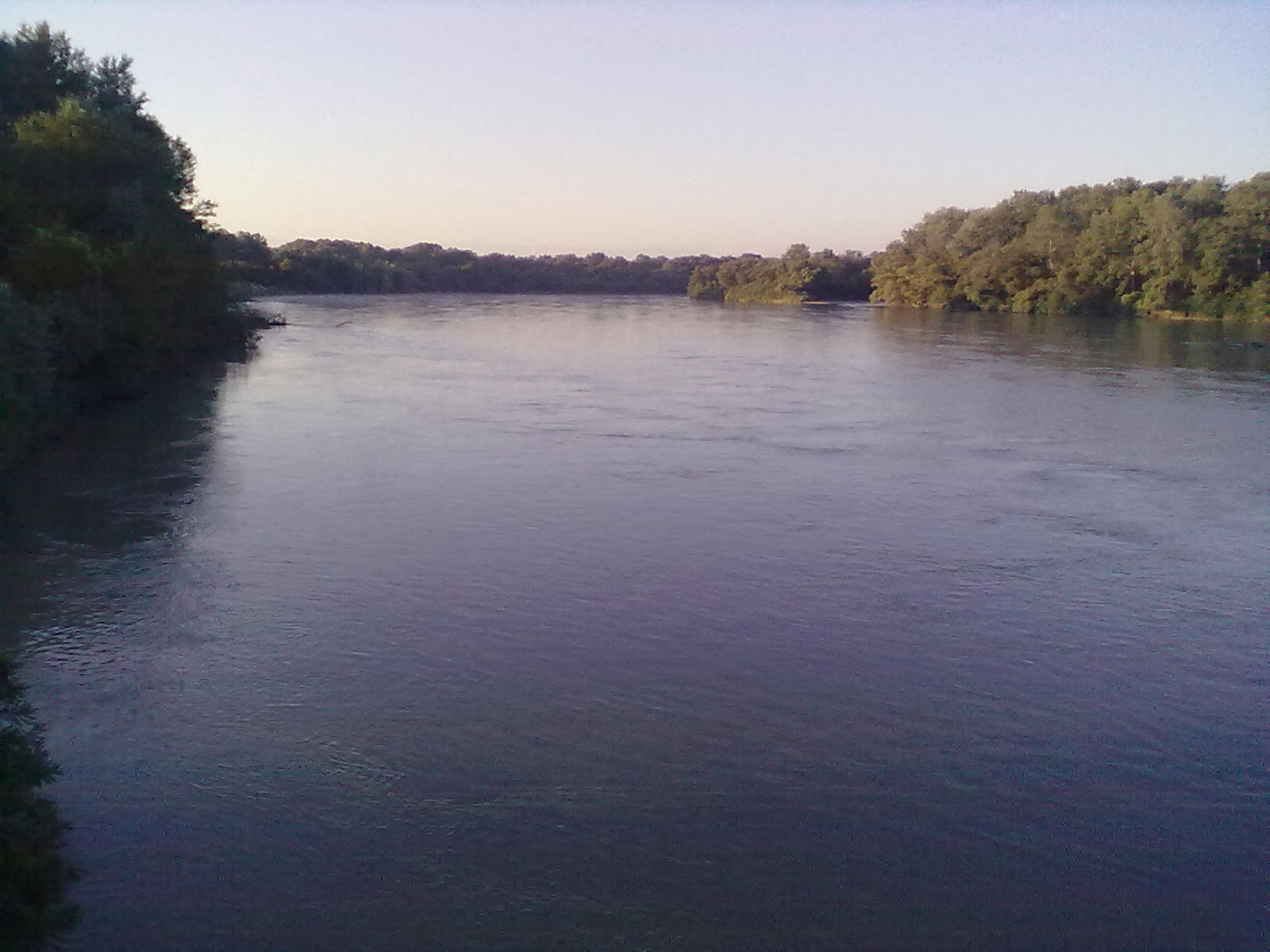
حدود نهر تيريك بين الشيشان وداغستان

يُمكن تقسيمُ أراضي الشيشان – وهي منطقة غير ساحلية – إلى أربعة مناطق: السهول الشمالية، سلاسل تيريك زانزوا، السهول الشيشانية، وجبال القوقاز. إنَّ الأنهار الرئيسية الكبيرة الموجودة بالبلد هي تيريك، سونزا، أرغون وآسا بالإضافةِ إلى أنهار جليدية مُغطَّاة بتلال عالية وتُشكِّل حوض تيريك الرئيسي. يتدفَّقُ نهرا تيريك وسونزا في جميعِ أنحاء البلاد من الغرب إلى الشرق لتشكيل الوديان الواسعة التي تُشكِّل المنطقة الأمامية للبلد. أعلى جبلٍ في الشيشان هو جبل تيبلوسمتا (بالإنجليزية: Tebulosmta)‏ الذي يقعُ على ارتفاع 1,441 متر (4,728 قدم) بينما هناك سهول نوغاي المتموجة والتي تقعُ في الجزءِ الشمالي من البلاد.
تقع الموائل في التلال الجبلية والوديان والمنخفضات التي تشكل حوالي 33% من إجمالي مساحة البلاد. يتكون توازن المنطقة من سهول تتخللها المرتفعات؛ ويحتلُّ قطاع الجبال الجزء الجنوبي بأكمله من البلاد وينتشر على مساحة جبلية عرْضها ما بين 30 حتى 50 كم. تتميزُ شبه صحراء تيريك كوما (بالإنجليزية: Terek-Kuma)‏ بالمناخ الجاف؛ في حين تتميّز تلال بوكوفوي المغطاة بالثلوج بمناخٍ باردٍ ورطبٍ. تبعا لذلك؛ تشهدُ منطقة الأراضي المنخفضة شبه الصحراوية متوسط درجة حرارة -3 °C في كانون الثاني/يناير و25 °C في تمّوز/يوليو بينما تشهد المرتفعات (المنطقة الجبلية) مستوى منخفضًا يصل إلى -12 °C في يناير/كانون الثاني ثم يبلغُ 21 °C في تمّوز/يوليو. يبلغُ متوسط هطول الأمطار السنوي 300-1000 مم.

## المناطق المحميّة
يوجد في الشيشان عددٌ من المناطق المحمية التي تتراوح ما بين 12000 حتى 100000 هكتار، وتُعدُّ محمية شاتوي واحدةٌ من أكبرِ المحميات في الشيشان والتي تضمُّ أكثر من 20 ألف هكتار من أراضي الغابات. تقعُ المحمية بين نهري شانتي أرجون وشارو أرجون ويغلبُ عليها – من ناحية الغطاء النباتي – شجيرات التوت وأشجار الجوز والنباتات العشبية (الطبية والعصبية) وكذلك الفطر. الجدير بالذكرِ هنا أنَّ الشيشان لا تتوفر على هذه المحمية فقط؛ بل هناك محميات أخرى مثلَ أوروس مارتان وشالي وأرجون لكنها تظلّ أقل شهرة من نظيرتها الأولى.

## الغطاء النباتي
يتكوَّنُ الغطاء النباتي في البلاد من عددٍ من النباتات والشجيرات التي تعرفُ نموًا في المناطق شبه صحراوية والكثبان الرملية. لقد عُثر في منطقتي تيريك ونهر سونزا على خشب الزان و‌الشرد و‌السنديان التي تُشكِّل غابات كثيفة الأوراق على المنحدرات الجبلية. على علوّ أكثر من 6500 قدم؛ يتغيّرُ نوع الغطاء النباتي إلى الغابات الصنوبرية التي خلفتها المروج الألبية في المرتفعات الإضافية. الأنواع النباتية الأخرى التي لوحظت في البلاد هي الصنوبر والتفاح والكرز والكمثرى والتوت والفراولة البرية وكذا ثوم الدببة.

## قائمة الحيوانات
هذه قائمة مُصغَّرة بالحيوانات المُسجَّلة في الشيشان مع أعدادها:
- الدببة البنية (500)
- الذئاب الرمادية (1100)
- الوشق الأوراسي (قليل)
- الثعالب (1300)
- البازن (غير معروف)
- ابن آوى (1200)
- طور شرق القوقاز (غير معروف)
- الشامواه (غير معروف)
- اليحمور الأوروبي (غير معروف)
- القضاعة (غير معروف)
- الخنزير البرّي (غير معروف)
- الراكون (غير معروف)
- الدلق (غير معروف)
- القواع (غير معروف)
- الطوبين (غير معروف)
- القاقم (غير معروف)
- ثعابين العشب (غير معروف)

أُبلغَ عن وجود 242 نوعًا من الطيور في الشيشان؛ منها ثلاثة (وزة حمراء الصدر قبرة بيضاءة الجناحين و‌قبرة سوداء) تتكاثر وتنتشر و 10 منها مهددة بالانقراض على مستوى العالم ونوع آخر هو النقشارة صفراء الحاجب.
هذه قائمة أنواع الطيور المهددة بالانقراض في الشيشان:
- قطقاط اجتماعي
- إوزة غراء صغيرة
- رخمة مصرية
- بط أبيض الوجه
- وزة حمراء الصدر
- حبارى كبرى
- عقاب سعفاء كبرى
- عقاب ملكي شرقي
- شرشير مخطط
- بجع دالماسي

## معرض الصور

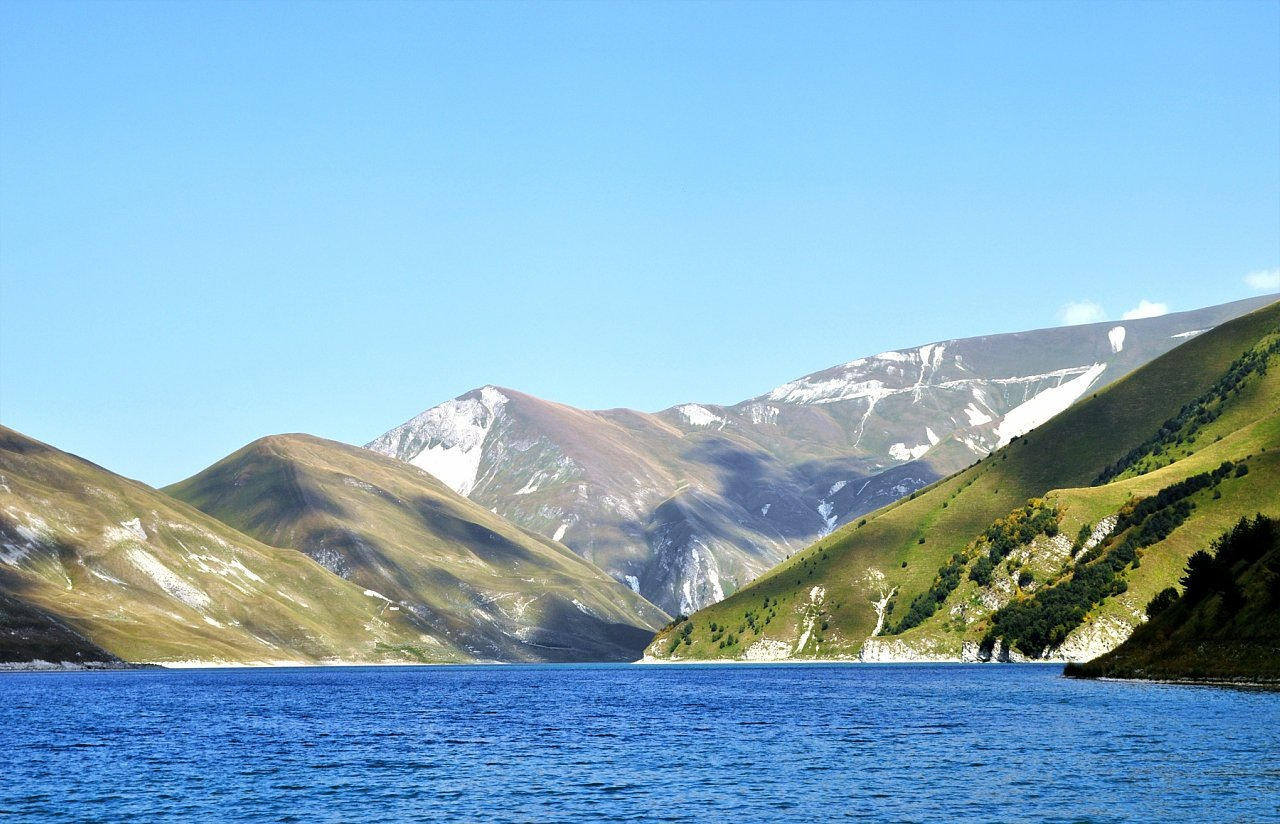
بحيرة كازينوي
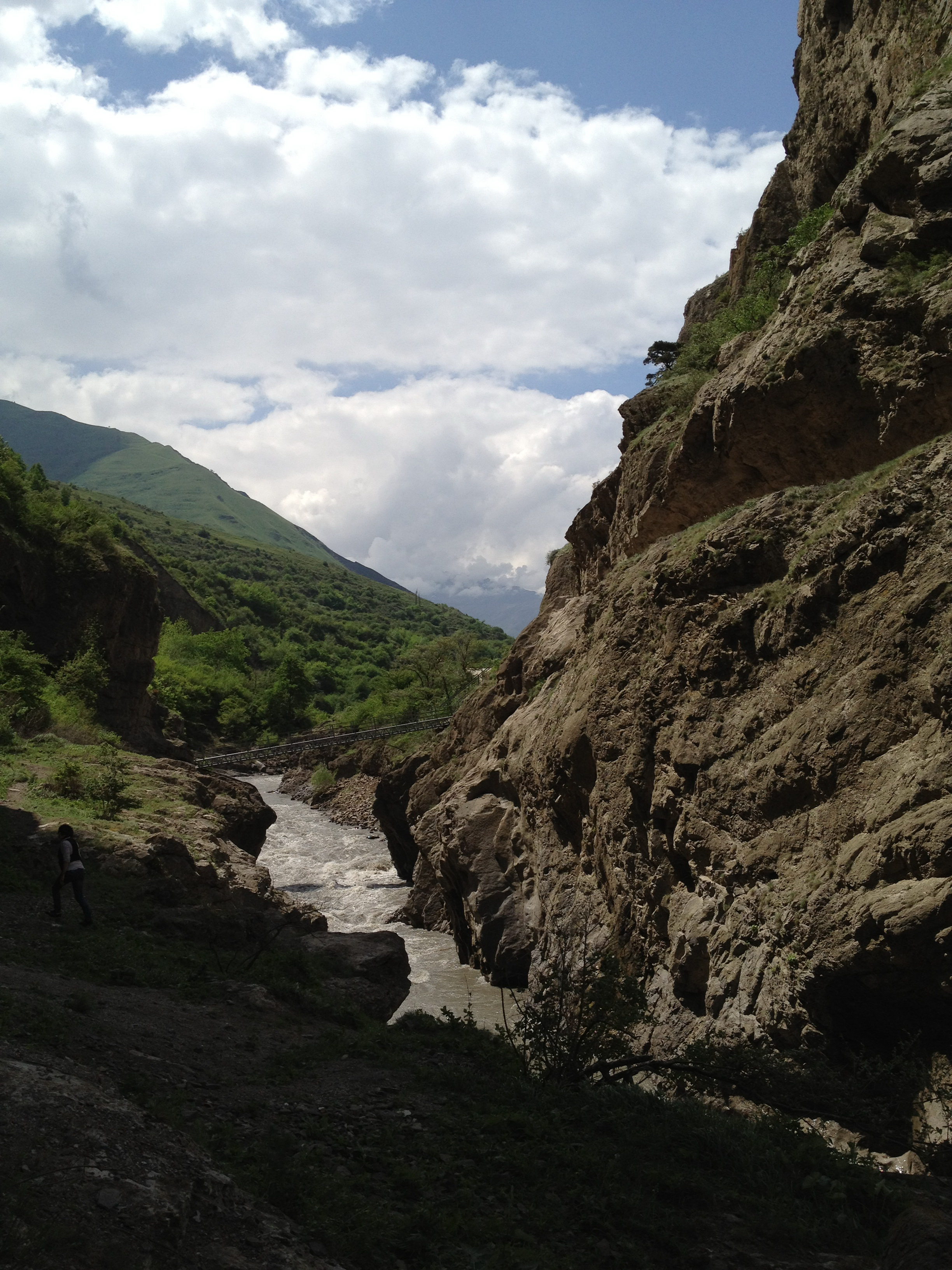
نهر التيريك في روسيا